# Marchese di Waterford
Marchese di Waterford è un titolo Pari d'Irlanda, creato nel 1789 per George Beresford, II conte di Tyrone.

## La storia di famiglia
La famiglia Beresford discende dal Tristram Beresford, che proveniva dalla Kent, ma si stabilirono in Irlanda nel XVII secolo. Suo figlio maggiore Tristram Beresford sedeva come un membro della Camera dei Comuni irlandese. Il 5 maggio 1665 è stato creato baronetto, di Coleraine nella contea di Londonderry, nel Baronetage d'Irlanda. Il suo pronipote, il IV Baronetto, sposò Lady Catherine, figlia di Giacomo de la Poer, III conte di Tyrone. Nel 1720 è stato alzato Pari d'Irlanda come barone Beresford, di Beresford, nella contea di Cavan, e visconte Tyrone. 
Lord Tyrone, II conte, ereditò il titolo di barone La Poer da sua madre nel 1769. Nel 1786 fu creato barone Tyrone, di Haverfordwest nella contea di Pembroke, Pari della Gran Bretagna. Tre anni dopo fu nominato marchese di Waterford. I titoli discesero in linea retta fino alla morte di suo nipote, il terzo marchese, nel 1859. A partire dal 2010 i titoli sono in possesso di quest'ultimo pro-pro-nipote, l'ottavo marchese, che è succeduto nel 1934, alla morte prematura del padre.
Il figlio maggiore del marchese ha il titolo Conte di Tyrone e il figlio primogenito del conte come Lord Le Pour.

## Residenze
La residenza ancestrale dei marchesi di Waterford è la Tenuta Curraghmore, vicino a Portlaw, nella contea di Waterford, nella Repubblica d'Irlanda. La famiglia in precedenza era proprietaria di Tyrone House, nella contea di Galway, ora in rovina.

## Baronetti Beresford, di Colerain (1665)
- Sir Tristram Beresford, I Baronetto (morto nel 1673)
- Sir Randal Beresford, II baronetto (morto nel 1681)
- Sir Tristram Beresford, III Baronetto (1669-1701)
- Sir Marcus Beresford, IV baronetto (1694-1763) (creato visconte Tyrone nel 1720 e conte di Tyrone nel 1746)

## Conti di Tyrone (1746)
- Marcus Beresford, I conte di Tyrone (1694-1763)
- George Beresford, II conte di Tyrone (1735-1800) (creato marchese di Waterford nel 1789)

## Marchesi di Waterford (1789)
- George Beresford, I marchese di Waterford (1735-1800)
- Henry Beresford, II marchese di Waterford (1772-1826)
- Henry Beresford, III marchese di Waterford (1811-1859)
- John Beresford, IV marchese di Waterford (1814-1866)
- John Beresford, V marchese di Waterford (1844-1895)
- Henry Beresford, VI marchese di Waterford (1875-1911)
- John Beresford, VII marchese di Waterford (1901-1934)
- John Beresford, VIII marchese di Waterford (1933-2015)
- Henry Nicholas, IX marchese di Waterford (nato nel 1958)

L'erede è il figlio dell'attuale titolare Richard John de la Poer Beresford, conte di Tyrone (nato 1987), un professionista di polo che è conosciuto come Richard Le Poer .